# Ngraji
Ngraji is een bestuurslaag in het regentschap Grobogan van de provincie Midden-Java, Indonesië. Ngraji telt 8931 inwoners (volkstelling 2010).